# 騎兵戦車

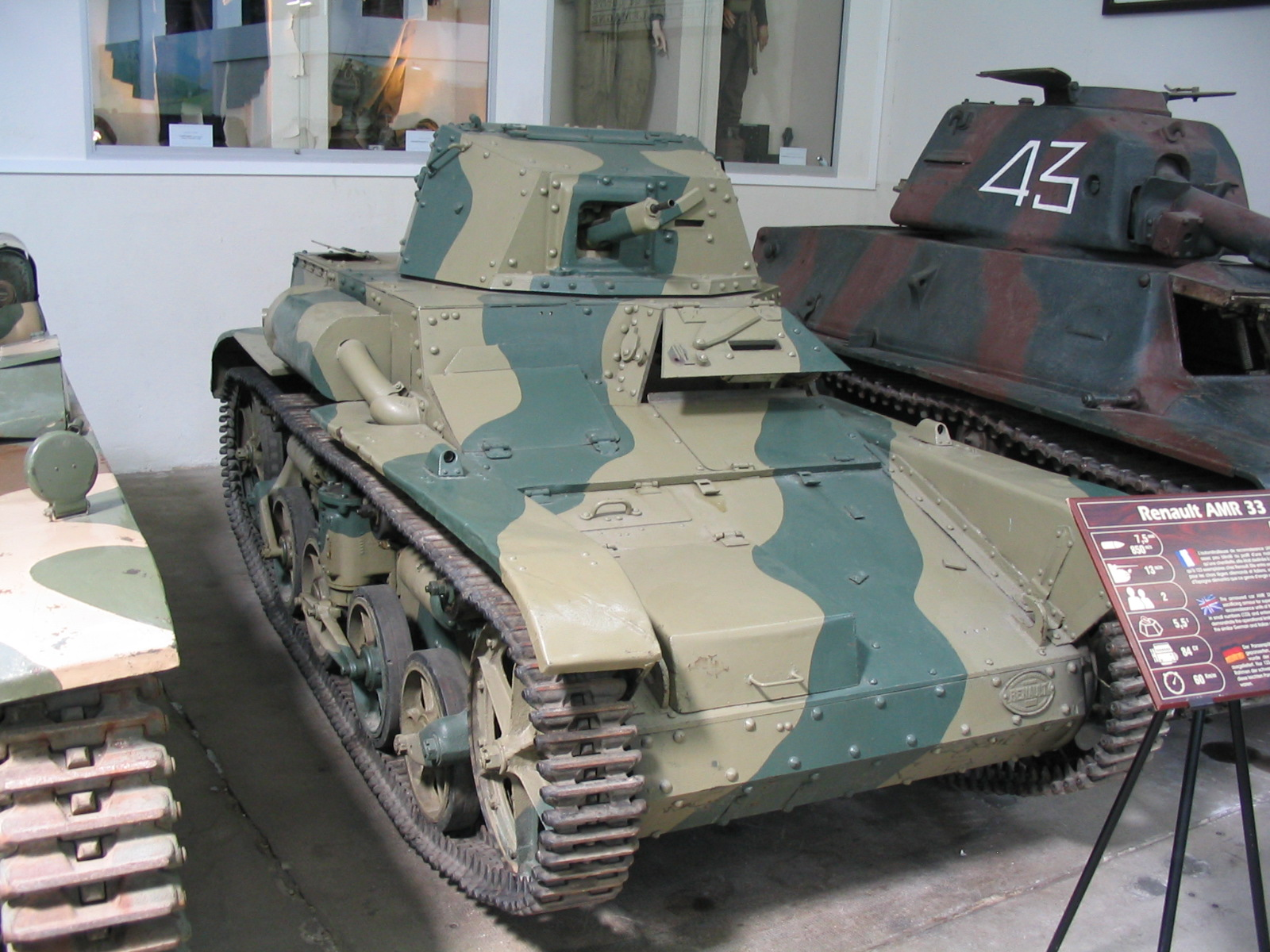
ソミュール戦車博物館のルノーAMR33

騎兵戦車（きへいせんしゃ）は第一次世界大戦後の戦間期に造られた戦車の内、主に騎兵科に所属する戦車のことを指す。

## 概要
第一次世界大戦で多大なる戦果を挙げた戦車は、戦間期の各国陸軍において採用が始める。当時の戦車は対塹壕用兵器として歩兵科によって採用された。
その一方、戦車や装甲車等の発達により騎兵科は縮小、廃止の動きを見せた。騎兵科はこれに対抗する形で自らの機械化を行い、独自の戦車を保持しようという考えがフランスに起こる。それにより、フランスではAMC34、ソミュア S35等の騎兵戦車が採用された。
このようなセクショナリズム（縄張り意識）思考の産物であるがゆえに、すでにある「戦車」と重複する存在と見られないよう、騎兵戦車はあえて「戦車」と呼称しないことが少なくなかった。フランスでも騎兵科の戦車は「装甲車（Automitrailleuse）」と呼ばれ、歩兵科の戦車（Char）と明確に区別されていたほか、日本でも騎兵科主導で開発された九二式重装甲車や、アメリカでも戦車（Tank）とは別に騎兵科が開発した「M1戦闘車（Combat Car）」が存在した。なお、アメリカ陸軍では現代においても偵察戦闘車として騎兵戦闘車の名称が存続している。
運用論的には、従前歩兵と騎兵がそれぞれ担ってきた攻勢における突破と浸透拡大の2つのフェーズに異なる性格の戦車が必要というものである。後者において発揮される、騎兵科の歩兵に優る機動性を実現するため快速だが火力装甲は軽弱な軽戦車寄りの車両が多かった（ただしソミュア S35はカタログ性能上は当時として強力な中戦車だった)。同様の論理から、イギリスでは騎兵戦車ではないが快速軽防御の巡航戦車と重装甲低速の歩兵戦車との両輪体制とし、ソ連軍も快速戦車（BT）を多く運用した。
やがて戦車の戦術的価値が増大し機甲科（戦車科）として独立すると騎兵戦車も多くはそこへ統合されていったが、フランスは軍制刷新でも立ち遅れ歩兵科系の重・中・軽戦車と騎兵戦車が別系統のまま第二次世界大戦を迎えることとなり、雑多な戦車の開発製造は不十分な工業力のさらなる足枷となったのが否めない。

## 騎兵戦車の一覧

### フランス
- ルノーAMC33
- ルノーAMC35
- ルノーAMR33
- ルノーAMR35
- オチキス軽戦車
- ソミュアS35